# Mecistocephalus eupistus
Mecistocephalus eupistus är en mångfotingart som först beskrevs av Chamberlin 1939.  Mecistocephalus eupistus ingår i släktet Mecistocephalus och familjen storhuvudjordkrypare. Inga underarter finns listade i Catalogue of Life.